# 莱因兰-普法尔茨州旗
莱因兰-普法尔茨州旗是一面三色旗，其底色和國旗相同，為黑紅黃三色。旗幟左上方是萊因蘭-法爾茲的邦徽。